# Умар Сіссоко
Умар Сіссоко (фр. Oumar Sissoko, нар. 13 вересня 1987, Монтрей) — малійський футболіст, воротар клубу «Гавр».
Виступав, зокрема, за «Мец» та «Аяччо», а також національну збірну Малі.

## Клубна кар'єра
У дорослому футболі дебютував 2004 року виступами за команду «Мец-2», в якій протягом семи сезонів взяв участь у 49 матчах чемпіонату. 
З 2006 року паралельно почав залучатися до складу головної команди «Меца». Відіграв за команду з Меца наступні шість сезонів своєї ігрової кар'єри.
У 2012 році уклав контракт з клубом «Аяччо», у складі якого провів наступні три роки своєї кар'єри гравця. 
До складу клубу «Орлеан» приєднався 2015 року. Відтоді встиг відіграти за команду з Орлеана 50 матчів в національному чемпіонаті.
Улітку 2017 року перейшов до «Гавра», в якому був спочатку другим, а з середини сезону став узагалі третім воротарем.

## Виступи за збірну
У 2008 році дебютував в офіційних матчах у складі національної збірної Малі. Наразі провів у формі головної команди країни 27 матчів.
У складі збірної був учасником Кубка африканських націй 2008 року у Гані, Кубка африканських націй 2010 року в Анголі, Кубка африканських націй 2012 року у Габоні та Екваторіальній Гвінеї, на якому команда здобула бронзові нагороди, Кубка африканських націй 2017 року у Габоні.

## Титули і досягнення
- Бронзовий призер Кубка африканських націй: 2012